# Albert Whitford
Albert Edward Whitford (Milton, Wisconsin, 22 de outubro de 1905 — 28 de março de 2002) foi um astrônomo estadunidense.

## Honrarias

### Prêmios
- Henry Norris Russell Lectureship 1986
- Medalha Bruce 1996

### Epônimos
- Asteroide 2301 Whitford